# Bathypera splendens
Bathypera splendens är en sjöpungsart som beskrevs av Wilhelm Michaelsen 1904. Bathypera splendens ingår i släktet Bathypera och familjen lädermantlade sjöpungar.
Artens utbredningsområde är Södra Ishavet. Inga underarter finns listade.